# Jim Cox
James William Cox, detto Jim (...), è un polistrumentista, compositore e arrangiatore statunitense originario della California.
Musicista autodidatta, è uno dei professionisti più richiesti nell'ambito della popular music. Ha collaborato con B.B. King, Ray Charles, Leonard Cohen, Aerosmith, Mark Knopfler, Ringo Starr, Elton John, Barbra Streisand, Willie Nelson, Chris Botti, Pink, Faith Hill, Ozzy Osbourne, Aaron Neville, Albert Lee, George Strait, Robbie Williams e Linda Ronstadt. I suoi contributi in qualità di compositore e arrangiatore figurano in oltre 30 album di altri artisti.